# Битюг (порода лошадей)

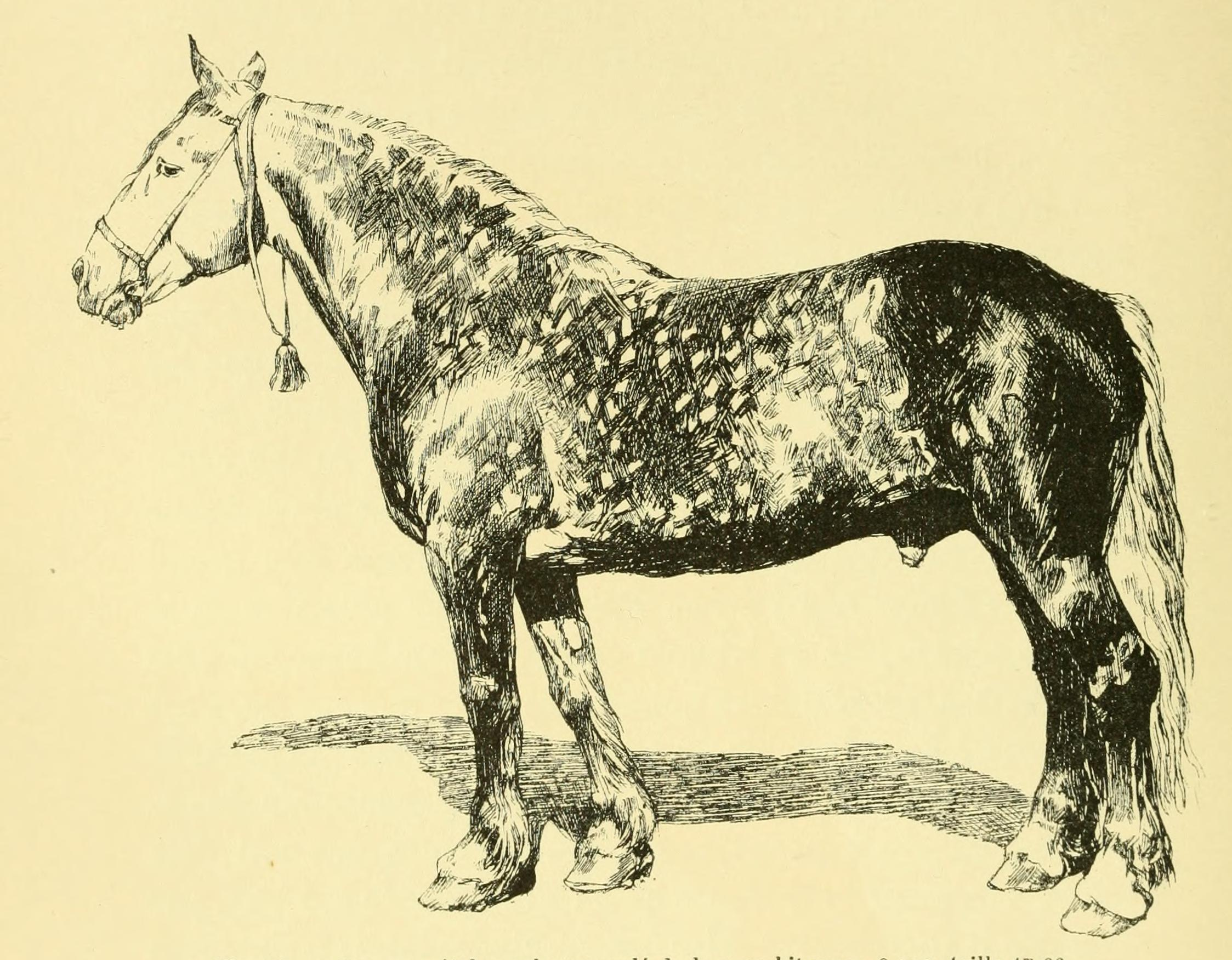
Битюг, 1898 год.

Битю́г, Битю́к — русская порода тяжеловозных лошадей, выведенная в XVIII веке крестьянами Бобровского уезда Воронежской губернии в селах по реке Битюг, крепкий ломовой конь, костистая, плотная и рослая лошадь под извоз.

## История
Битюги — продукт скрещивания местных крупных кобыл с голландскими и датскими жеребцами . Впоследствии порода была улучшена примесью рысистой орловской крови .
Лошади породы битюг были крупного роста (высота в холке до 178 см), грудь широкая, ноги со щётками, но довольно сухие. Крестец и спина широкие, мускулистые; масть гнедая, пегая и серая. Недостатки — тонина (тонкость) ног, слабая спина и мало развитый окорок.
Во второй половине XIX века порода стала исчезать. Объясняется это сильным разбавлением западной крови местной крестьянской и рысистой и сокращением кормовой площади вследствие распашки степей, заставившей владельцев держать лошадей в хлевах, кормить соломой, жмыхами, отрубями — кормом, мало подходящим для такой годной для разнообразного употребления лошади. Рассадниками битюгской породы, кроме немногих крестьянских хозяйств, служил Хреновский завод. Для освежения крови битюгов выписывали жеребцов датской породы. В настоящее время порода исчезла. Иногда битюгами неправильно называют лошадей других пород.